# José Câmnate na Bissign
José Câmnate na Bissign (ur. 28 maja 1953 w Mansôa) – duchowny katolicki z Gwinei Bissau. Biskup diecezji Bissau w latach 2000–2020.
Święcenia kapłańskie przyjął 31 grudnia 1982. 15 października 1999 został mianowany ordynariuszem diecezji Bissau. Sakrę biskupią przyjął 12 lutego 2000. 11 lipca 2020 przeszedł na emeryturę. 